# Latin Alternative Music Conference
The Latin Alternative Music Conference (LAMC) es una conferencia orientada a la comercialización de la música alternativa en español.

## Descripción
El objetivo de la conferencia es reconocer talentos emergentes latinos en diversos géneros musicales. Este acontecimiento de seis días de duración ofrece oportunidades de establecer contactos a los principales artistas, ejecutivos de discográficas, periodistas, managers, comercializadores, minoristas y programadores.
En ediciones anteriores de la LAMC, más de 1 250 líderes de la industria se reunieron en el Stewart Hotel de Nueva York para participar en paneles del sector, exposiciones, conferencias de prensa y establecer contactos. Más de 30 000 asistentes han participado en conciertos, fiestas y exposiciones de arte de la conferencia, en locales de toda la ciudad de Nueva York.
Entre los locales neoyorquinos en los que se celebra figuran Central Park SummerStage, Celebrate Brooklyn, Highline Ballroom, The Bowery Ballroom y Mercury Lounge. La conferencia fue cofundada por el mánager de artistas Tomas Cookman y el ejecutivo musical Josh Norek en 2000, y continúa celebrándose en la actualidad.